# میدان قهرمانان گرجستان

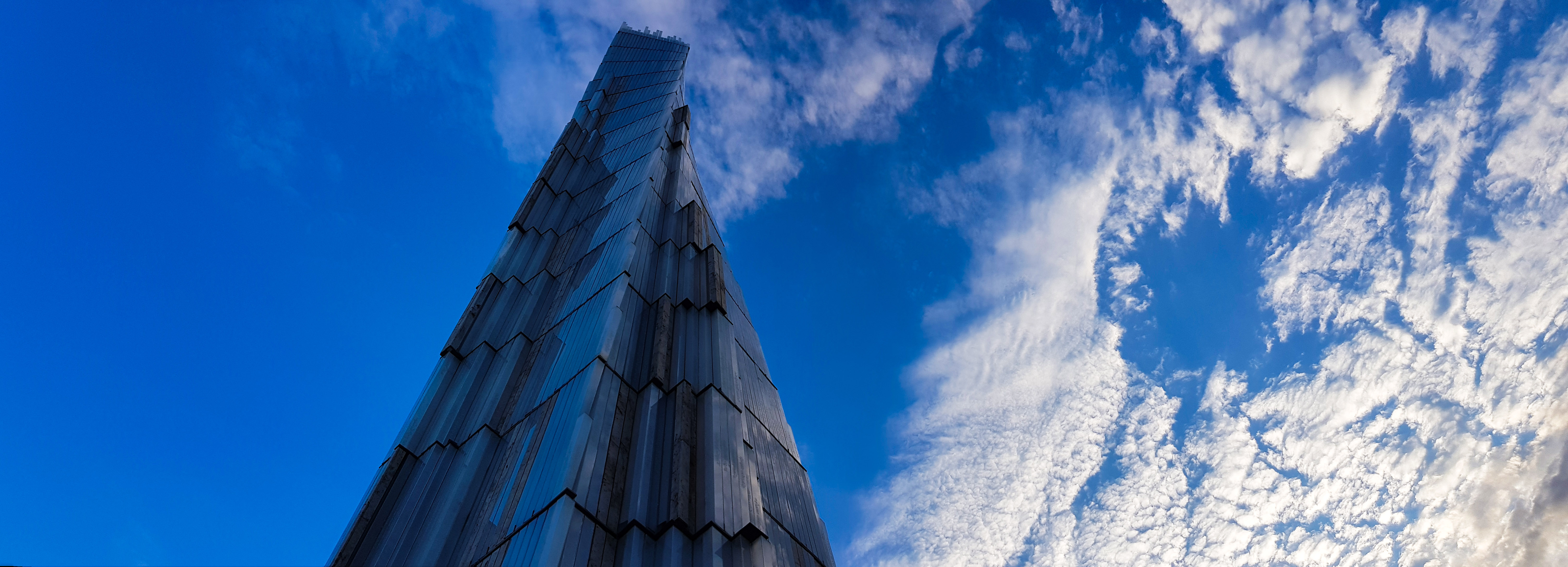
میدان قهرمانان تفلیس

میدان قهرمانان (به گرجی: გმირთა მოედანი، "گْمیرتا مُؤِدانی") میدانی در شهر تفلیس است که در آن بنای یادبودی به پاس بزرگداشت قهرمانان جان باختهٔ گرجستان در جنگ با ارتش شوروی و عملیات در آبخاز بنا شده‌است. همه روزه دو سرباز صبح هنگام در حاشیه میدان قهرمانان که سنگ یادبود در آنجا قرار دارد، وارد می‌شوند و پس از ادای احترام نظامی، ساعت‌ها به نشانه احترام بدون حرکت در این مکان می‌ایستند.

## تاریخچه
اسامی جان باختگان گرجی در آگوست سال ۲۰۰۸ بر روی یک سنگ مرمری حک شده‌است و مجموعه یادبود در سال ۲۰۰۹ ساخته شده‌است.

## مشخصات بنا

### مشخصات ظاهری
این بنا با ارتفاع ۵۱ متر، شامل ۱۶ صورت مرمری می‌باشد.

### موقعیت جغرافیایی
در نزدیکی خیابان ویکتور دولیدزه و باغ وحش تفلیس قرار دارد.

## قهرمانان
اسامی هک شده شامل نام دانش آموزان نظامی گرجستان که در مبارزه با ارتش سرخ سال ۱۹۲۱ درگذشتند، رهبران ضد شورش شوروی سال ۱۹۲۴ و درگذشتگان جنگ ۵ روزه عملیات نظامی آبخاز در سال‌های ۱۹۹۲ و ۱۹۹۳ می‌باشد.

### تعداد
در این یادبود نام بیش از ۴۰۰۰ تن ذکر شده‌است.

### زبان
اسامی به زبان گرجی درج شده‌اند.

## در اخبار
محمدجواد ظریف رئیس دستگاه دیپلماسی ایران در فروردین سال ۹۶ با امضای دفتر میهمانان افتخاری پارلمان گرجستان در میدان قهرمانان تفلیس با اجرای سرود ملی این کشور، تاج گل نثار کرده‌است.

## نگارخانه

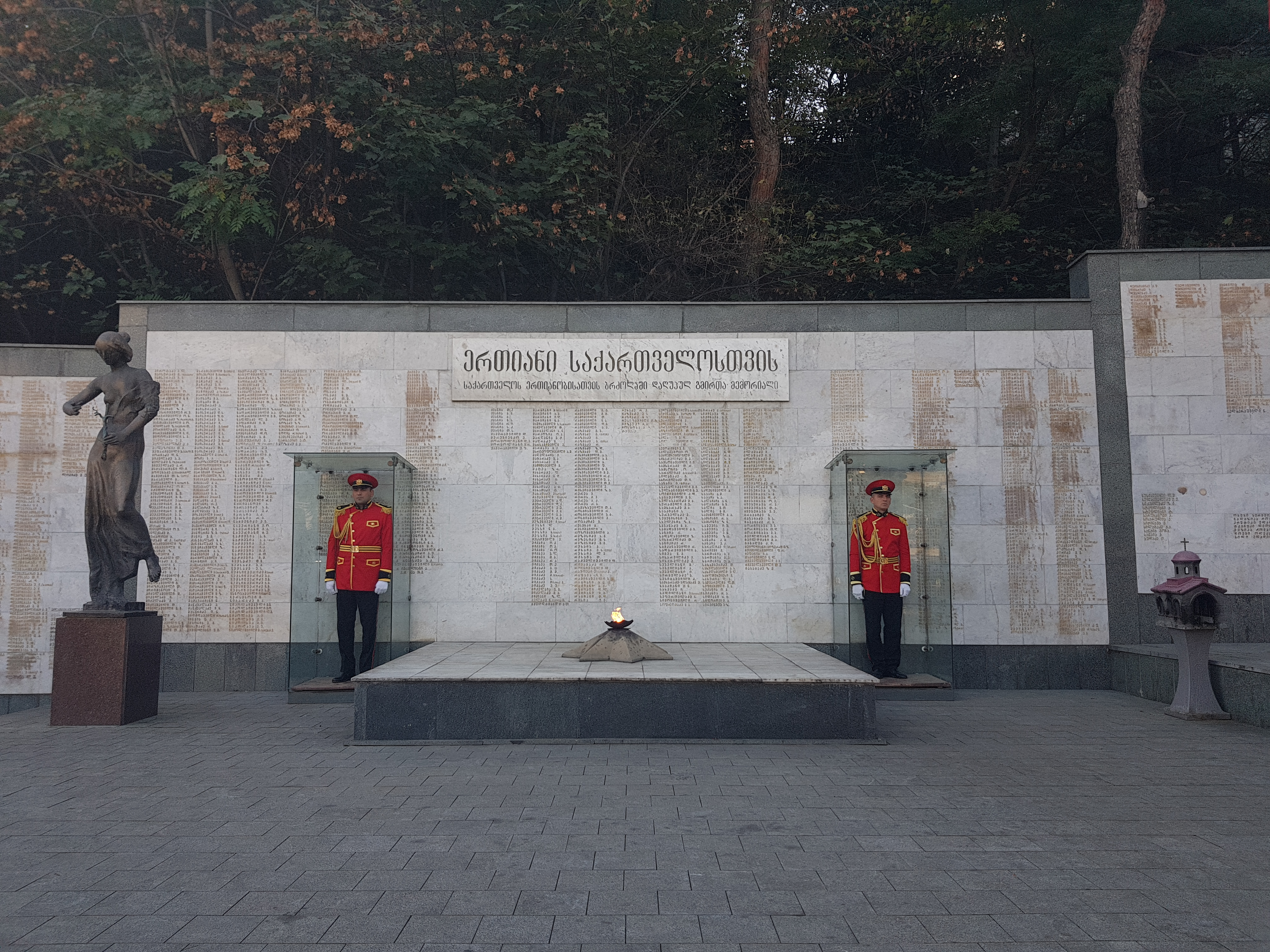
احترام سربازان
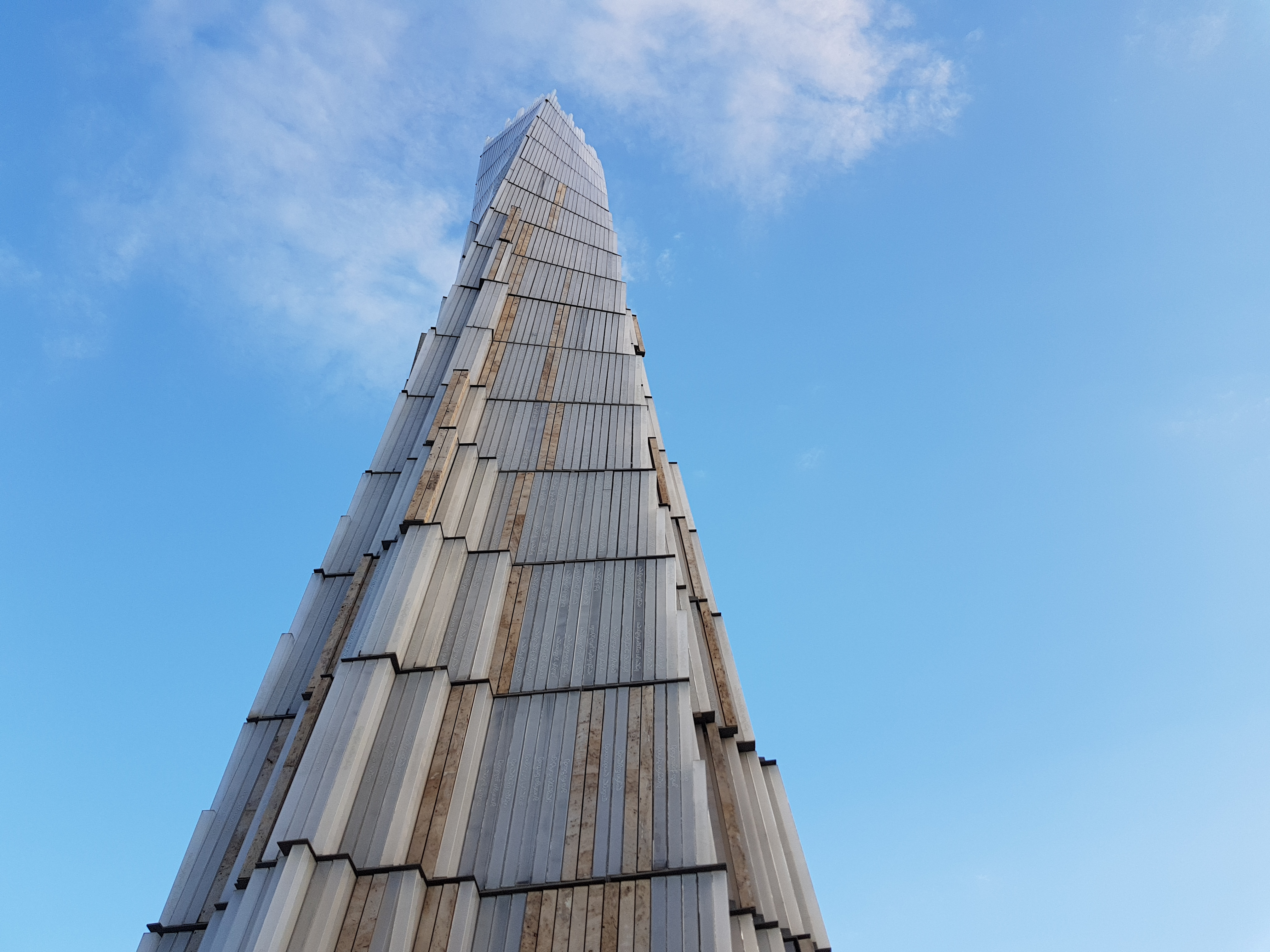
نام‌های هک شده
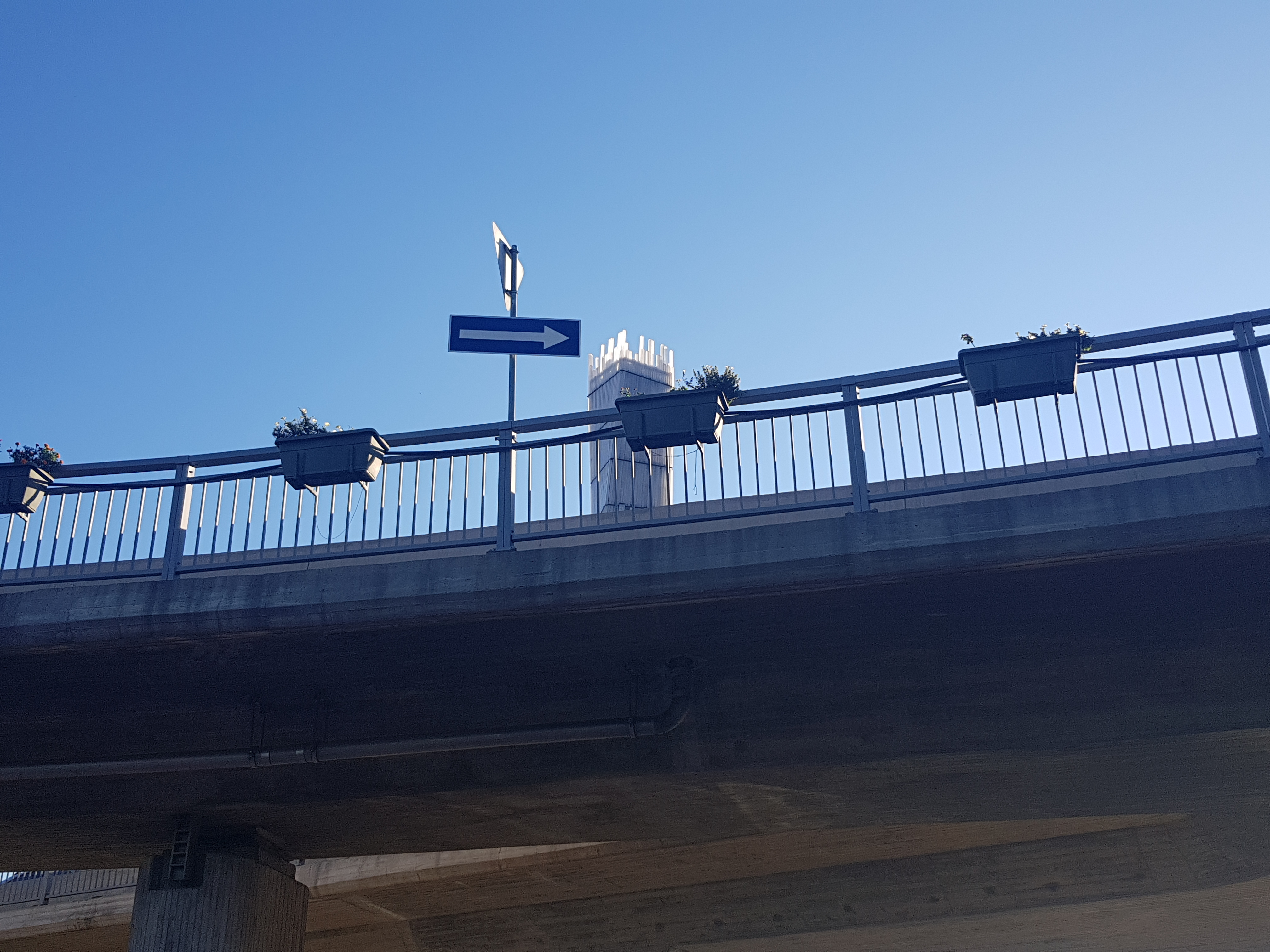
خیابان اطراف میدان
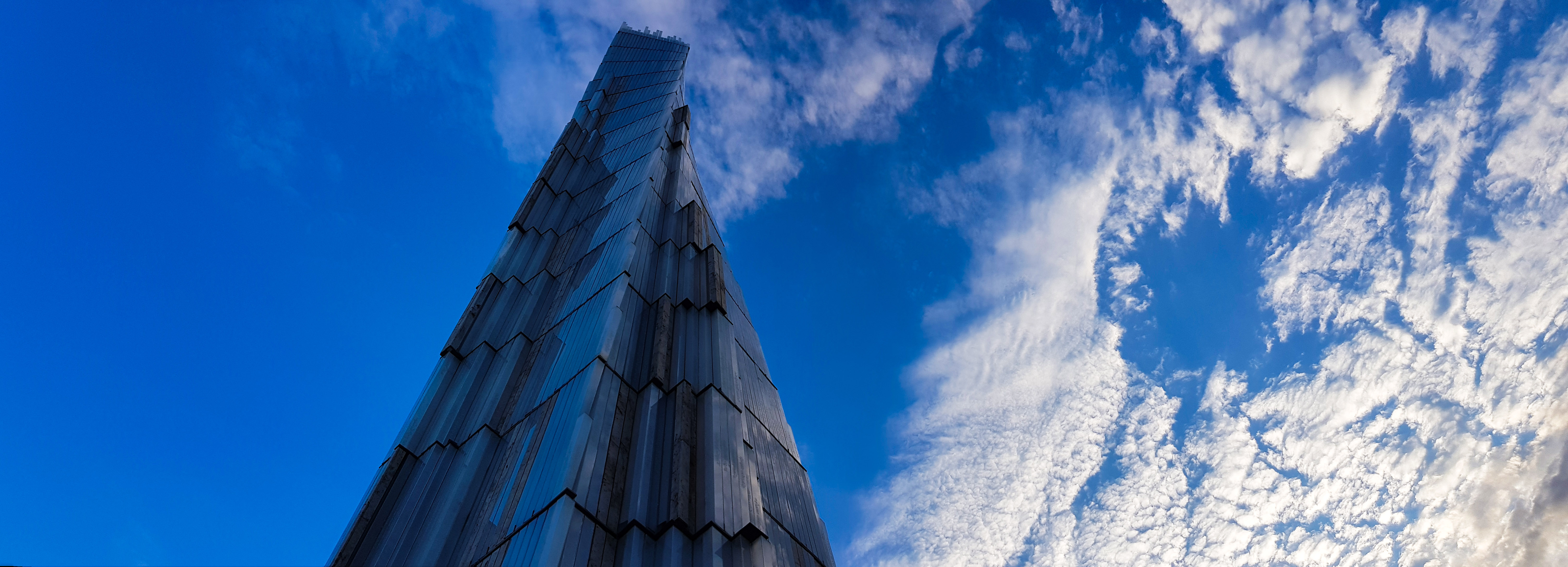
میدان قهرمانان در تفلیس